# Perzikpalm
De perzikpalm (Bactris gasipaes) of pejibaye is een tot 30 m hoge, rechtopstaande palm met één of meerdere, onvertakte, 10-25 cm brede stammen. De stammen bezitten over de totale lengte of alleen bovenaan 5-16 cm brede ringen die bezet zijn met zwarte, naaldvormige, tot 12 cm lange stekels.
Tussen de stekelige ringen zitten smalle stekelloze ringen. Een enkele stam heeft een kroon met negen tot twintig gebogen, tot 3,6 m lange, geveerde bladeren, waarvan de korte bladstelen en bladspillen ook met stekels zijn bezet. De honderd tot tweehonderd deelblaadjes per blad zijn donkergroen aan de bovenzijde, bleekgroen aan de onderzijde, tot 60 × 3,5 cm groot en hebben stekelige nerven. De door een stekelig, verhout schutblad omgeven bloemtrossen worden vlak onder de kroon gevormd, zijn 20-30 cm lang en bevatten kleine, gelige mannelijke en vrouwelijke bloemen door elkaar. Alleen het uiteinde van de bloemtros bevat uitsluitend mannelijke bloemen.
De vruchten groeien in trossen van meestal vijftig tot honderd stuks of soms meer dan driehonderd stuks, waarbij een tros meer dan 11 kg kan wegen. De steenvruchten zijn 4-6 × 3-5 cm groot en afgerond kegelvormig. Ze kunnen rijp geel, oranje, rood, paars of bont van kleur zijn. De schil is glanzend, stevig en leerachtig. Vaak bevat de schil in de lengte fijne haarscheurtjes. Het vruchtvlees is dik, melig, vezelachtig, droog, lichtoranje van kleur en bevat 30-40 % zetmeel. In het midden van de vrucht ligt een 2,5 × 1,5 cm groot zaad, waarin zich de kern bevindt, die wit, olierijk en kokosachtig van smaak is. Er komen ook zaadloze vruchten voor of vruchten met twee aan elkaar gegroeide zaden.
De vruchten worden twee tot drie uur gekookt in zout water, waarna men de vrucht schilt en het vruchtvlees opeet. Het smaakt nootachtig en wordt vaak met sauzen geserveerd. Uit de vruchten kan een alcoholhoudende drank worden bereid of een spijsolie worden gewonnen. Ook vormen de vruchten een voedingsbron voor verschillende soorten papegaaien en kunnen ze dienen als veevoer. De palmharten van de perzikpalm zijn eveneens eetbaar.
De perzikpalm komt oorspronkelijk uit het Amazonebekken en wordt verbouwd in vochtig, tropisch laagland van het zuiden van Mexico tot in Bolivia en Brazilië. Ook in Suriname wordt de soort gekweekt.

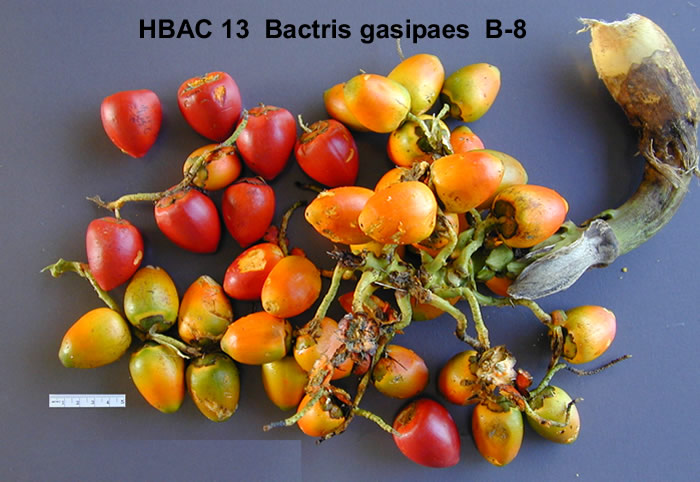
Tros palmperziken
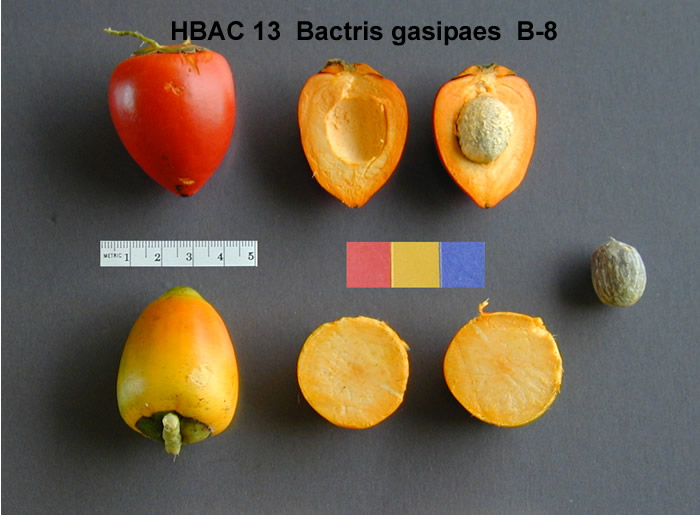
Doorsnedes